# Paranthrene diaphana
Paranthrene diaphana is een vlinder uit de familie wespvlinders (Sesiidae), onderfamilie Sesiinae.
Paranthrene diaphana is voor het eerst wetenschappelijk beschreven door Dalla Torre & Strand in 1925. De soort komt voor in het Palearctisch gebied.